# Liste der Biografien/Orp
Liste der Biografien |
Portal Biografien |
Personensuche
# |
A |
B |
C |
D |
E |
F |
G |
H |
I |
J |
K |
L |
M |
N |
O |
P |
Q |
R |
S |
T |
U |
V |
W |
X |
Y |
Z |
?
 
Oa |
Ob |
Oc |
Od |
Oe |
Of |
Og |
Oh |
Oi |
Oj |
Ok |
Ol |
Om |
On |
Oo |
Op |
Oq |
Or |
Os |
Ot |
Ou |
Ov |
Ow |
Ox |
Oy |
Oz
 
Ora |
Orb |
Orc |
Ord |
Ore |
Orf |
Org |
Orh |
Ori |
Orj |
Ork |
Orl |
Orm |
Orn |
Oro |
Orp |
Orr |
Ors |
Ort |
Oru |
Orv |
Orw |
Orx |
Ory |
Orz
Die Liste der Biografien führt alle Personen auf, die in der deutschsprachigen Wikipedia einen Artikel haben. Dieses ist eine Teilliste mit 19 Einträgen von Personen, deren Namen mit den Buchstaben „Orp“ beginnt.

## Orp

### Orpa
- Orpana, Oona (* 2001), finnische Tennisspielerin
- Orpana, Sami (* 1990), finnischer Biathlet
- Orpas, Jizchak (1923–2015), israelischer Schriftsteller

### Orpe
- Orpel, Helmut (* 1955), deutscher Kunsthistoriker und Schriftsteller
- Orpen, William (1878–1931), irisch-britischer Maler

### Orph
- Orphal, Ernst (1890–1943), deutscher evangelischer Theologe und Widerstandskämpfer
- Orphal, Helmut (1926–2021), deutscher evangelischer Pfarrer
- Orphal, Johannes (* 1966), deutscher Physiker und Klimaforscher
- Orphal, Wilhelm Christian (1773–1823), deutscher Jurist und Autor natur- und forstwissenschaftlicher Werke
- Orphanides, Theodoros Georgios (1817–1886), griechischer Botaniker
- Orphanidou, Savia (* 1979), zyprische Politikerin
- Orphé, Monique (* 1964), französische Politikerin
- Orphée, Elvira (1922–2018), argentinische Schriftstellerin
- Orphelin, Matthieu (* 1972), französischer Ingenieur und Politiker
- Orpheus, Rodney (* 1960), nordirischer Musiker, Plattenproduzent, Autor und Thelemit

### Orpi
- Orpik, Brooks (* 1980), US-amerikanischer Eishockeyspieler
- Orpin, Joshua (* 1994), australischer Schauspieler

### Orpo
- Orpo, Petteri (* 1969), finnischer Politiker (KOK)Petteri Orpo (* 1969)

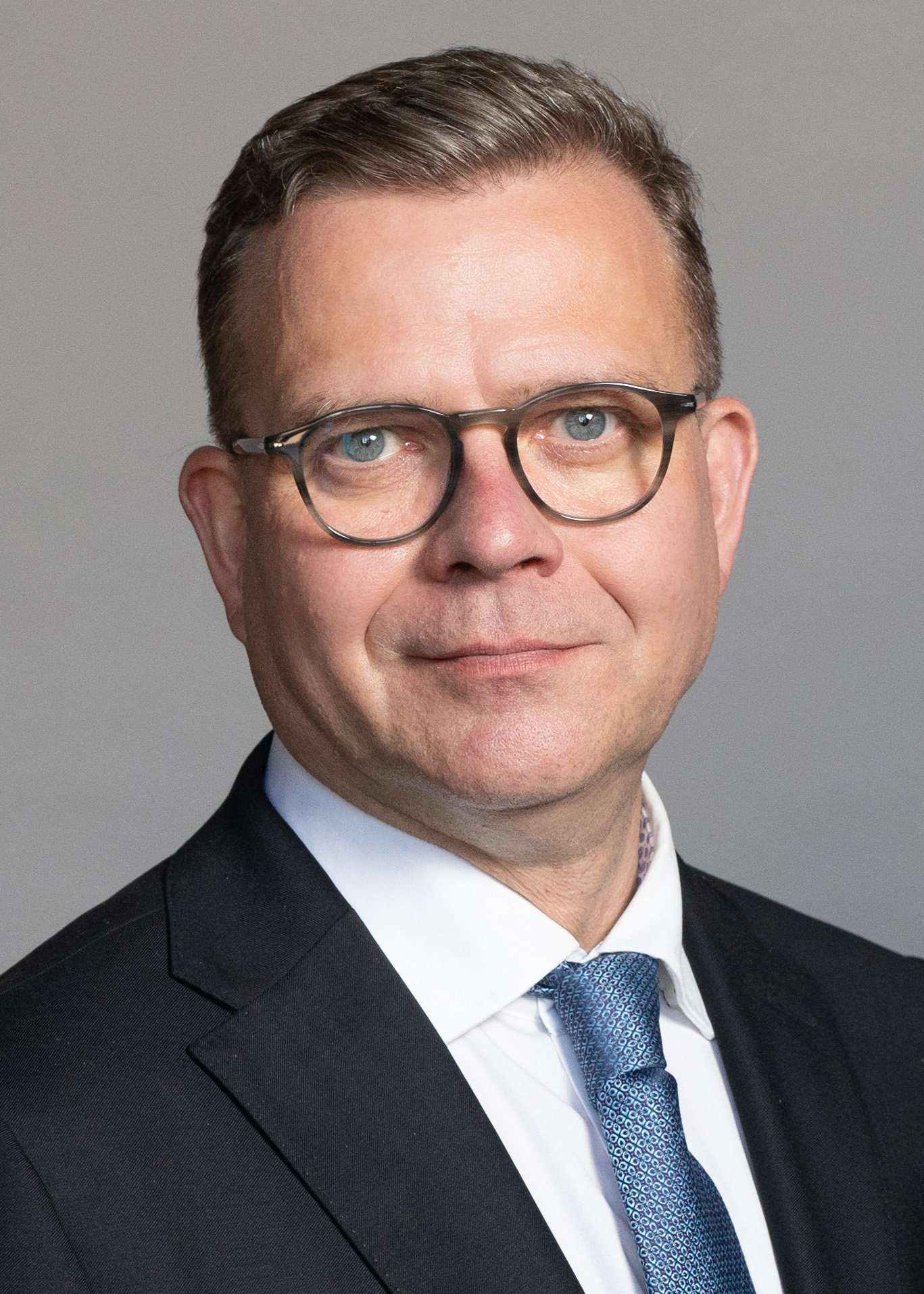
Petteri Orpo (* 1969)

### Orpw
- Orpwood, Katrina (* 1974), australische Synchronschwimmerin